# Condado de Wieluń
Condado de Wieluń (polaco: powiat wieluński) é um powiat (condado) da Polónia, na voivodia de Łódź. A sede do condado é a cidade de Wieluń. Estende-se por uma área de 927,69 km², com 78 326 habitantes, segundo o censo de 2005, com uma densidade de 84,43 hab/km².

## Divisões admistrativas
O condado possui:
Comunas rurais: Biała, Czarnożyły, Konopnica, Mokrsko, Osjaków, Ostrówek, Pątnów, Skomlin e Wierzchlas.

## Demografia
População (dados de 30 de Junho de 2005):
|          | Total   | Total | Mulheres | Mulheres | Homens  | Homens |
| -------- | ------- | ----- | -------- | -------- | ------- | ------ |
|          | pessoas | %     | pessoas  | %        | pessoas | %      |
| Total    | 78 326  | 100   | 40 096   | 51,2     | 38 230  | 48,8   |
| Cidades  | 24 432  | 100   | 12 912   | 52,8     | 11 520  | 47,2   |
| Povoados | 53 894  | 100   | 27 184   | 50,4     | 26 710  | 49,6   |